# St. Mary Axe 30
St. Mary Axe 30 er adressen og navnet på en bygning i Londons finansdistrikt, City of London. Uformelt er den kendt som The Gherkin ("Agurken"), samt også The Swiss Re Tower, Swiss Re Building, Swiss Re Centre og Swiss Re, efter sin ejer, der har hovedkontor i bygningen.
Bygningen er 180 meter høj, hvilket gør den til den næsthøjeste bygning i City of London, efter Tower 42, og den sjettehøjeste i hele London. Den er berømt for sin vovede arkitektur ved Norman Foster og dennes tidligere forretningspartner Ken Shuttleworth, og blev opført af entreprenørfirmaet Skanska fra 2001 til 2004.
Allered ei 2003 modtog den Emporis Skyscraper Award og i 2004 modtog bygningen Stirling Prize.
Bygningen har 24.000 stykker glas, der svarer til fem fodboldbaner. Hver etage er roteret 5 grader i forhold til den foregående.